# Real Parque
Real Parque é um bairro nobre no distrito do Morumbi, localizado na Zona Oeste da cidade de São Paulo, administrado pela Prefeitura Regional do Butantã. Parte dele é composto por uma área nobre verticalizada e arborizada, e parte por uma comunidade, chamada de Favela Real Parque.
Por ser considerado um bairro nobre, sendo uma Zona de Valor "A", classificação do CRECI-SP, mas ter a presença da Favela Real Parque, o Real Parque apresenta grande contraste urbano, não só no próprio bairro, mas na região em si, onde a maioria é formada por bairros nobres. Por isso, é uma zona com conflitos de interesses, seja por questões de especulação imobiliária, seja por parte da população de classe alta local, fazendo com que a comunidade sofra com problemas de reintegração de posse, o que tem gerado diversos confrontos ao longo dos anos.
Limita-se com os bairros: Jardim Leonor, Jardim Panorama, Paraisópolis e Brooklin Novo.

## História

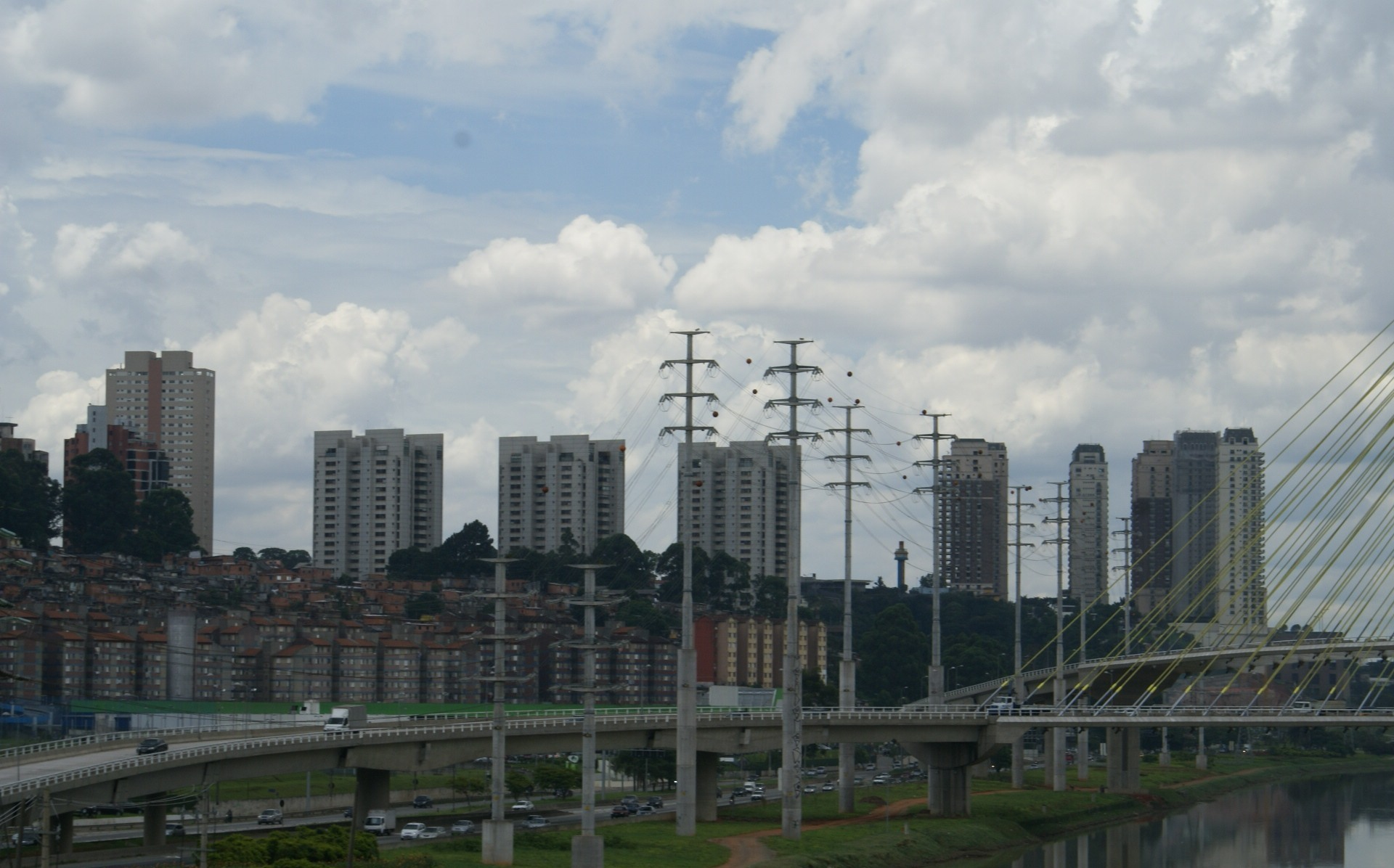
Vista do Real Parque e do Jardim Panorama, bairro vizinho

Os primeiros registros de ocupação do território datam de 1956, quando a região ainda se configurava com características rurais. Informações apontam que os primeiros moradores foram operários da construção do Estádio Cícero Pompeu de Toledo (Estádio do Morumbi, 1953-1960), emigrados de Pernambuco, parte deles da etnia indígena Pankararu e que, encerradas as obras do estádio, no final da década de 50, permaneceram nas proximidades, formando a favela Real Parque. Alguns programas de habitação e interesse social foram implantados no território, desde 1996, como o Programa de Verticalização de favelas PROVER, com a construção de 549 unidades habitacionais. Posteriormente, como parte dos recursos destinados a Operação Urbana Faria Lima para urbanização das favelas, foram construídas 1.252 unidades habitacionais, em 2011, além de espaços públicos, creches, centro educacional, áreas verdes e novas vias. O programa ainda prevê criar condições para a implantação de passarela para a transposição do Rio e conexão com a ferrovia dos trens metropolitanos, na Estação Berrini e, assim, disponibilizar o acesso da população do Real Parque à estação de transporte coletivo de massa e metropolitano.

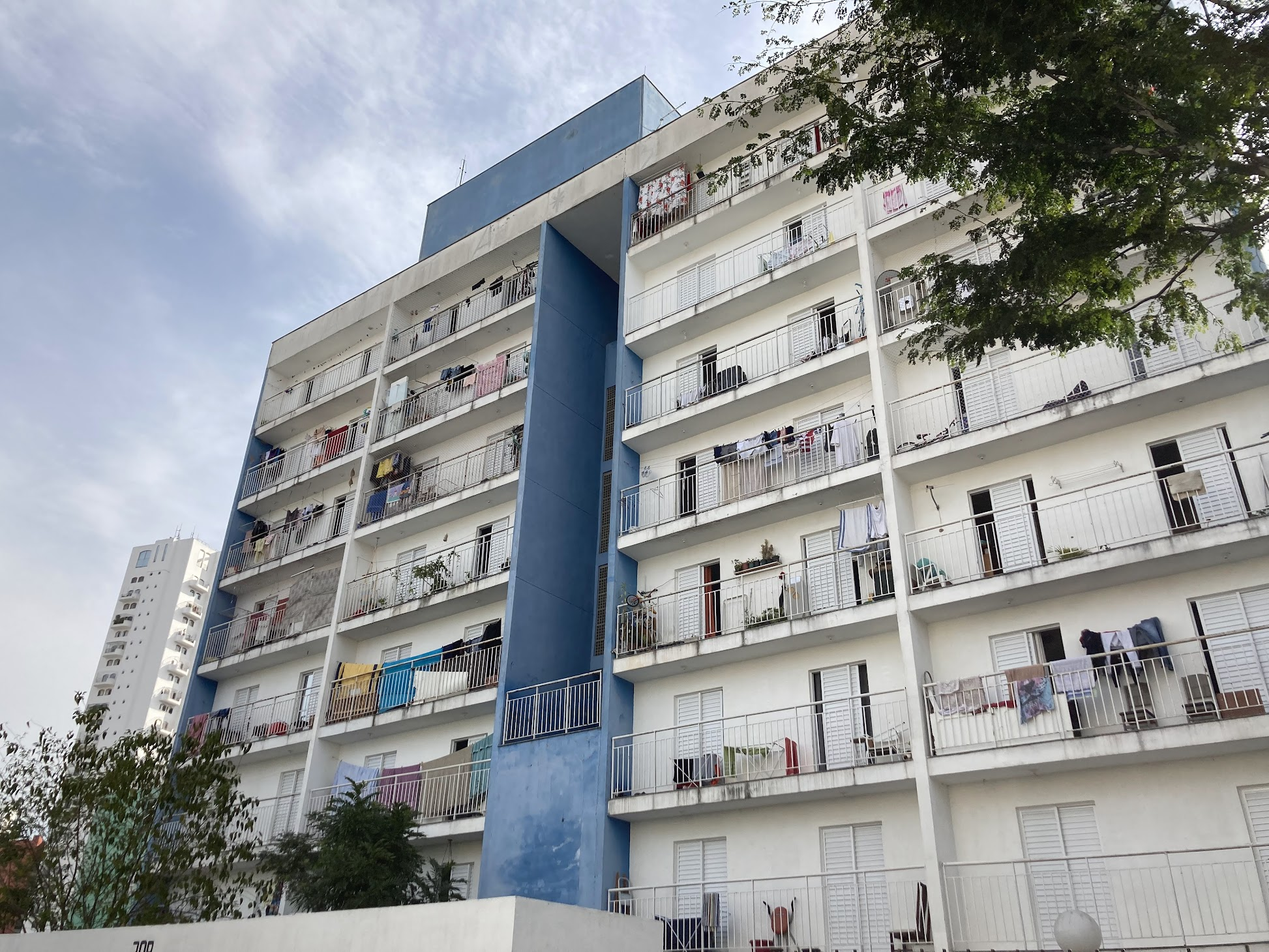
Conjuntos Habitacionais localizados no Real Parque, em São Paulo

### Ocupação pelos indígenas Pankararu
A comunidade do Real Parque era conhecida, antigamente, como Favela da Mandioca, e foi formada pelos indígenas Pankararu, que iniciaram o movimento migratório para São Paulo na década de 1950, mais especificamente no ano de 1956. Saíam de suas terras fugindo da seca e dos conflitos com posseiros, na esperança de conseguirem emprego e uma vida mais digna. Muitos deles foram absorvidos como trabalhadores que ajudaram a erguer projetos importantes como o Estádio do Morumbi e o Palácio dos Bandeirantes. Com o que sobrava dessas obras, eles levantaram as próprias casas na antiga Favela da Mandioca.
Atualmente, os Pankararu encontram-se em condições de habitação e subsistência precárias. Depois de muita negociação por melhores condições de habitação, os Pankararu do Real Parque conseguiram dois prédios do Cingapura, nos quais moram atualmente 24 famílias (12 em cada prédio). O restante dos Pankararu continuam espalhados nas favelas, onde falta saneamento básico, as casas/barracos são mal construídas e pequenas, onde vivem duas ou três famílias. A maioria dos Pankararu vive de trabalhos esporádicos e não tem carteira de trabalho assinada.
Além disso, antigamente, as cerimônias religiosas deles eram realizadas na rua onde morava a maior parte dos Pankararus e se estendiam do anoitecer do sábado ao amanhecer de domingo. Mas, com a construção dos prédios, os rituais são restritos aos apartamentos e terminam antes da meia-noite. Para preservar esse hábito, a prefeitura prometeu uma sede para a associação SOS Pankararu e um espaço para realizar a Toré, em que os participantes cobrem o corpo com vestes de palha.

## Atualidade

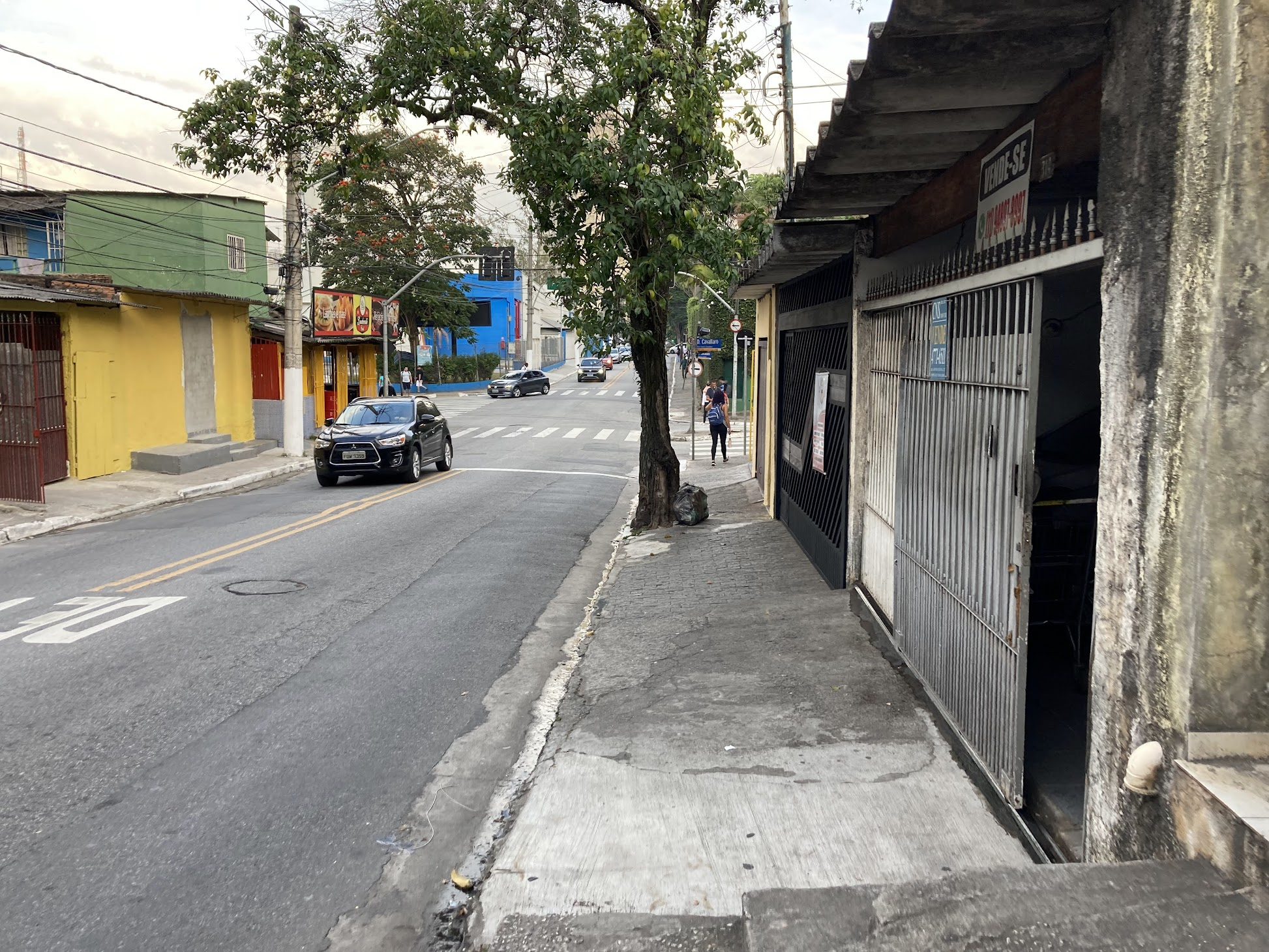
Ruas da comunidade Real Parque

A diversidade cultural e étnica do Real Parque é um de seus grandes potenciais. Além de grupos voltados para a valorização e preservação das heranças indígenas do território, da cultura Pankararu, há inúmeras organizações e grupos que promovem projetos sociais, culturais, educativos, esportivos, além de eventos comunitários, promovendo encontros e fortalecendo a convivência da comunidade. Entretanto, observa-se a falta de espaços verdes de lazer.
Segundo a plataforma Habita Sampa a favela possui 1325 domicílios, em uma área total de 44.273,45 metros quadrados, e por informações cedidas por representantes da comunidade do Real Parque, há cerca de 5.300 habitantes. Situada próximo às áreas estritamente residenciais do Morumbi, em termos de zoneamento urbano municipal, a área ocupada pela favela foi definida como ZEIS - Zona Especial de Interesse Social pelo Plano Diretor Estratégico, em 2004 (ZEIS 1/W 044). Esta ZEIS é circundada por uma Zona Mista de Média Densidade, a ZM 2/15. Está localizada às margens da Marginal Pinheiros e na altura da Ponte Octavio Frias de Oliveira (a Ponte Estaiada), que não pode ser atravessada a pé, bicicleta ou transporte público. A ponte mais próxima que pode ser atravessada é a Ponte Morumbi.
Atualmente, o Real Parque tem grande parte das ruas alargadas, asfaltadas e com trânsito motorizado. Os prédios de habitação de interesse social possuem atividade no térreo, em sua maioria comercial, mas há a presença de boxes de uso cultural, como é o caso do SOS Pankararu. O bairro é classificado como "Zona de valor A" pelo CRECI, assim como os bairros nobres de: Vila Nova Conceição, Perdizes e Morro dos Ingleses.
A comunidade se encontra muito próxima geograficamente ao Parque Linear Bruno Covas Novo Rio Pinheiros, cerca de 200 metros de distância das margens do Rio Pinheiros. Entretanto, o acesso seguro mais próximo é a Avenida Cidade Jardim, que pode ser feito por 2 linhas de ônibus, em um tempo de 20 a 30 minutos, ou utilizando apenas uma linha de ônibus direta, em cerca de 30 a 40 minutos. O acesso por bicicleta é feito por um trajeto de 4,2 km, cerca de 22 minutos, com infraestrutura cicloviária em apenas alguns trechos do caminho. Já o acesso a pé é feito por um trajeto de 3,9 km, levando cerca de 53 minutos.